# Rosemary DeCamp
Rosemary DeCamp, född 14 november 1910 i Prescott, Arizona, död 20 februari 2001 i Newport Beach, Kalifornien, var en amerikansk skådespelare. Efter att ha verkat som teaterskådespelare filmdebuterade hon 1941, och gjorde flera trygga modersroller i Hollywoodfilm under 1940-talet och 1950-talet. Senare blev hon i princip enbart TV-skådespelare och sin sista roll gjorde hon i serien Mord och inga visor (1989).
Hon har tilldelats en stjärna på Hollywood Walk of Fame. Stjärnan som är för TV finns vid adressen 1640 Vine Street.

## Filmografi (i urval)
- 1941 – Farväl miss Bishop
- 1941 – Natten är så kort...
- 1942 – Djungelboken
- 1942 – Yankee Doodle Dandy
- 1945 – Människor på hotell
- 1945 – På farliga vägar
- 1945 – Vägen mot ljuset
- 1945 – Rhapsody in Blue
- 1947 – Kvinnan utanför
- 1951 – Dagar utan nåd
- 1951 – Mitt svärmeri
- 1952 – Brott i blixtljus
- 1953 – I silvermånens sken
- 1955 – Rymden är mitt liv